# Federación Sindical Internacional
La Federación Sindical Internacional (FSI, en alemán, Internationalen Gewerkschaftsbund, IGB; en inglés International Federation of Trade Unions. IFTU) fue la asociación internacional de centrales obreras que funcionó entre 1901 y 1945. Era desde su origen considerada la contraparte sindical de la Segunda Internacional al compartir sus objetivos y muchas veces dirigentes. Llamada en forma peyorativa como la Internacional "Amarilla" de Ámsterdam por la Profintern. 
Sus orígenes están en un congreso realizado en Copenhague en 1901 entre delegados de centrales sindicales de Dinamarca, Noruega, Suecia, Bélgica, Alemania y Reino Unido que acuerdan formar un Secretariado Sindical Internacional. En la octava conferencia realizada en Zúrich en 1913, el Secretariado se transforma en la Federación Sindical Internacional.
Las sedes de su Secretariado han sido: Berlín (1902-1919, 1931-1933), Ámsterdam (1919-1931), París (1933-1940) y Londres (1940-1945). En 1914 durante la Primera Guerra Mundial se estableció en suelo neutral (Ámsterdam) una subsecretaría a cargo de Jan Oudegeest. Sin embargo las organizaciones de los países del Entente (EE. UU., Francia, Gran Bretaña, Bélgica, Rusia) objetaron contra el mantenimiento de la sede central en Alemania estableciendo una Oficina Central de Correspondencia en París bajo la dirección de Léon Jouhaux durante la duración del conflicto. Después de la guerra se normaliza la situación del secretariado, refundiéndose la FSI en 1919.
Sin embargo se produce un quiebro en su interior, durante los años 1920, al unirse algunas de las centrales a la Profintern, y entrar en conflicto las dos organizaciones respecto a cual tenía mayor influencia y representatividad en el mundo sindical. Lo anterior después de un fracaso de acercamiento entre ambas organizaciones. Asimismo la American Federation of Labor se desafilia de la FSI debido a su desacuerdo con la asociación de la Federación con los partidos obreros y su inclinación por el socialismo. Durante este periodo se refuerza su carácter de organización mayormente europea por las organizaciones afiliadas, al retirarse EE. UU. Mantiene su vínculo con Internacional Obrera y Socialista. Establece una estrecha colaboración y promueve las tareas de la Organización Internacional del Trabajo (OIT).
Durante la Segunda Guerra Mundial tuvo escaso impacto salvo en la consecución de un red subterránea de apoyo a la resistencia. En diciembre de 1945, el Consejo General de la FSI decide disolverla al crearse la Federación Sindical Mundial como un intento de agrupar todas las organizaciones sindicales.
Su organización distinguía los siguientes entes:
- Comité Ejecutivo, compuesto por un Presidente, 5 vicepresidentes y el Secretario General. Se reunía al menos 6 veces al año.
- Consejo General, compuesto por el Comité Ejecutivo y un delegado por cada central nacional afiliada. Se reunía por lo menos una vez al año.
- Congreso, que correspondía la Conferencia entre 1901-1917, se reunía cada 3 años. Elegía al Comité Ejecutivo y era el máximo organismo resolutivo de la FSI.

Algunos de sus presidentes fueron: Carl Legien (1913-1919), Walter M. Citrine (1928-1945). Secretario General: Carl Legien (1903-1913), Eduard Carl (Edo) Fimmen (1919-1923), Jan Oudegeest (1923-1930), Walter Schevenels (1930-1945).

## Conferencias y Congresos de la FSI
Conferencias
- I- Copenhague (Dinamarca), 1901
- II- Stuttgart (Alemania), 1902
- III- Dublín (Irlanda), 1903
- IV- Ámsterdam (Países Bajos), 1905
- V- Christiania (Noruega), 1907
- VI- París (Francia), 1909
- VII- Budapest (Austria-Hungría), 1911.
- VIII- Zúrich (Suiza), 1913
- IX- Berna (Suiza), 1917

Congresos (por refundación de la FSI)
- I- Ámsterdam ((Países Bajos), 28 de julio al 2 de agosto de 1919
- II- Roma (Italia), 20-26 de abril de 1922
- III- Viena (Austria), 2 al 7 de junio de 1924
- IV- París (Francia), 1 al 6 de agosto de 1927
- V- Estocolmo (Suecia), 7 al 11 de julio de 1930
- VI- Bruselas (Bélgica) 30 de julio al 3 de agosto de 1933
- VII- Londres (Reino Unido), 8 al 11 de julio de 1936
- VIII- Zúrich (Suiza), 5 al 8 de julio de 2014